# Emenda Constitucional do Teto dos Gastos Públicos
A Emenda Constitucional n.º 95, também conhecida como a Emenda Constitucional do Teto dos Gastos Públicos, alterou a Constituição brasileira de 1988 para instituir o Novo Regime Fiscal. Trata-se duma limitação ao crescimento das despesas do governo brasileiro durante 20 anos, alcançando os três poderes, além do Ministério Público da União e da Defensoria Pública da União. Durante o processo legislativo recebeu diversas denominações: PEC do Teto, PEC 241 na Câmara dos Deputados e PEC 55 no Senado Federal. Seus opositores cunharam para ela o epíteto de PEC da Morte.
As despesas primárias, tanto obrigatórias como discricionárias, e investimentos públicos ficaram limitadas aos mesmos valores gastos no ano anterior, corrigidos pela inflação medida pelo Índice Nacional de Preços ao Consumidor Amplo (IPCA). Tratou-se de uma proposta de alteração no Ato das Disposições Constitucionais Transitórias (ADCT), com validade prevista para os próximos 20 anos, sendo que a partir do décimo ano, o Presidente da República que estiver em exercício poderá alterar essa correção das despesas públicas, por meio de Projeto de Lei Complementar. No ano de 2017, não houve alterações para as áreas da Saúde e Educação. Ambas as áreas tinham um limite mínimo obrigatório de gastos correspondentes a um percentual da Receita Corrente Líquida da União determinada pela Constituição Federal. A partir de 2018, os pisos passaram a ser reajustados pelo valor do ano anterior corrigido pelo IPCA entre julho do ano anterior e junho do ano corrente. Críticos da medida alegaram que os pisos constitucionais iriam cair ao longo do tempo caso a arrecadação passasse a crescer mais que a inflação nos próximos anos.
Em 2022, grande parte dos artigos inseridos na Constituição pela Emenda 95 foram revogados com a Emenda Constitucional 126.

## Contexto
A Proposta de Emenda Constitucional foi apresentada no contexto da crise de 2014. Seu objetivo foi evitar o crescimento da relação dívida pública/PIB por meio da contenção das despesas públicas.
Foi apresentada no ano de 2016, terceiro seguido de déficit primário. Em 2014, houve um déficit de 17,24 bilhões de reais, em 2015, um déficit fiscal de 114,98 bilhões de reais e, em 2016, um déficit recorde de 154 bilhões de reais. Mesmo considerando a PEC em vigor, a estimativa para 2017 era de um déficit de 139 bilhões de reais. O superávit primário tem se mantido estável com 2,3% no governo FHC, 3,7% no governo Lula e 3,7% no governo Dilma, apesar do aumento do endividamento. A saúde constitucionalmente recebia antes da aprovação da lei 18% da receita tributária anual mínima, sendo uma área com pouco lobby político.
O então ministro da Fazenda, Henrique Meirelles, disse que a regra do teto de gastos públicos iria garantir uma grande contenção no aumento dos gastos. Desde 1991, as despesas do governo têm crescido a taxas superiores à média do produto interno bruto (PIB). O gasto público federal saltou de cerca de 10,8% do PIB em 1991 para 19,5% em 2015. A previsão era que esse percentual chegasse a 20 por cento em 2016. Ainda segundo Meirelles, sem uma reforma da previdência social, entre 2016 a 2060, a despesa do INSS passaria de 8% para 17,2% do PIB. Antes da aprovação da lei, o governo Temer reajustou em até 41,4% a remuneração dos servidores do judiciário federal brasileiro, que estavam há 10 anos sem reposição inflacionária em sua remuneração, observando-se que o último reajuste concedido a esta categoria fora objeto da Lei 11.416 do ano de 2006, sendo este dividido em 6 parcelas e até 20,25 por cento a remuneração dos funcionários da Câmara dos Deputados.

## Tramitação legislativa
A Proposta de Emenda Constitucional tramitou na Câmara dos Deputados como PEC 241 e, no Senado Federal, como PEC 55.
Em 10 de outubro de 2016, foi aprovada em primeiro turno na Câmara dos Deputados por 366 votos a favor, 111 contrários e duas abstenções. Em 25 de outubro de 2016, foi aprovada em segundo turno na Câmara por 359 votos a favor, 116 contrários e duas abstenções.
Em 29 de novembro de 2016, foi aprovada em primeiro turno no Senado Federal por 61 votos a 14. Em 13 de dezembro de 2016, foi aprovada em segundo turno no Senado por 53 votos a 16.
No dia 15 de dezembro de 2016, a PEC foi promulgada no Congresso. Com a promulgação, a PEC passou integrar o ordenamento jurídico como a Emenda Constitucional nº 95.
O texto original da PEC previa gatilhos a serem acionados caso a presidência da república submetesse ao congresso um orçamento prevendo que as despesas primárias no ano seguinte cresceriam acima da inflação. Esses gatilhos, que visavam conter despesas obrigatórias, incluíam o congelamento de salários de servidores públicos e do reajuste real do salário mínimo, dentre outras despesas não-discricionárias. Todavia, uma alteração posterior do texto pelo congresso passou a obrigar o executivo a enviar um orçamento indicando que o aumento das despesas não extrapolaria a inflação, impossibilitando o acionamento dos gatilhos, que só seriam de fato acionados quando as despesas não-obrigatórias (como investimentos e custeio da máquina pública) chegassem a zero, o que é inviável. Sem o controle das despesas obrigatórias, que puderam crescer livremente, o ajuste nas contas recaía todo sobre as despesas discricionárias, uma vez que estas últimas poderiam ser progressivamente reduzidas no orçamento a fim de acomodar o aumento dos gastos obrigatórios.
O Ministério do Planejamento e Orçamento estimou que, sem uma nova regra fiscal, restariam R$ 24,4 bilhões para gastos discricionários em 2024. Segundo a ministra Simone Tebet, o valor seria insuficiente para a manutenção mínima da máquina pública, como o pagamento de contas de luz e telefone. Já a área econômica do governo estima que uma nova regra fiscal permitirá despesas de R$ 172 bilhões em 2024, que, somadas aos R$ 24,4 bilhões, permitiriam R$ 196,4 bilhões em despesas discricionárias.

## Alterações
Visando que as medidas de contenção de despesas obrigatórias possam ser acionadas, o governo apresentou a PEC Emergencial (Emenda Constitucional 109), que aciona os gatilhos no caso deste tipo de despesa superar 95% das despesas primárias totais. A PEC Emergencial foi promulgada em março de 2021. Entretanto, segundo a Instituição Fiscal Independente (órgão do Senado), esse percentual só deverá ser atingido em 2025, quando o teto de gastos não puder ser cumprido. A disparada dos gatilhos apenas quando a relação entre gastos obrigatórios e despesa primária total atingir este percentual não conseguirá evitar o corte de gastos discricionários (não-obrigatórios) que prejudiquem o funcionamento da administração e dos serviços públicos.
Em dezembro de 2021, o Congresso Nacional promulgou a PEC dos Precatórios (Emenda Constitucional 113), que mudou a regra de atualização do teto de gastos. Com isso, o teto passou a ser corrigido pela inflação de janeiro a dezembro, o que abriu um espaço de R$ 65 bilhões para o orçamento de 2022. O texto da emenda também instituiria um novo regime para o pagamento de precatórios, limitando as quantias a serem desembolsadas anualmente. Contudo, as partes referentes às dívidas judiciais foram questionadas e retornaram a Câmara dos Deputados para serem submetidos a nova análise.

## Manifestações
A Emenda do Teto dos Gastos dividiu opiniões e gerou polêmica entre especialistas e ativistas ligados a movimentos sociais.

### Opiniões favoráveis
Antônio Delfim Netto, ex-ministro da fazenda, disse que a PEC representava um “sinal de uma antecipação da esperança da sociedade”. Ainda na visão de Delfim, se alguma coisa muito próxima à PEC 241 não fosse aprovada, a sociedade brasileira pagaria um preço alto.
Na opinião do economista Ricardo Amorim, a PEC 241 e a reforma previdenciária são importantes para reverter a crise econômica de 2014. Para o especialista, era fundamental aprovar uma reforma que limitasse os gastos públicos e unificar a previdência em um sistema único, de forma que os onerosos privilégios do setor público sejam diminuídos. Segundo Ricardo, se o então Presidente Michel Temer não tivesse coragem de implementar a PEC, o processo de impeachment de Dilma Rousseff seria uma vitória pírrica.
Para o ex-diretor do Banco Central, Alexandre Schwartsman, um dos pontos positivos da emenda é forçar a discussão entre os governantes sobre a repartição dos gastos. "Ela torna obrigatória a discussão sobre onde cortar daqui para frente e acredito que não há dúvida de que a Previdência deve ser a prioridade", disse Schwartsman.
Marcos Mendes, um dos formuladores da proposta e ex-chefe da assessoria especial do Ministério da Fazenda, afirmou que ela era fundamental para a reconstrução do realismo orçamentário por meio do equilíbrio de receitas e despesas. Em audiência pública no Senado Federal, ele argumentou que ao longo dos últimos anos, a receita tem sido sistematicamente superestimada e as despesas aumentadas, razão pela qual tem acontecido contingenciamentos bilionários de despesas. E acrescentou que, com o advento da PEC, os limites orçamentários seriam respeitados.
Para o ex-secretário de Política Econômica do Ministério da Fazenda Marcos Lisboa, a PEC 241, embora fosse insuficiente para tirar o país da crise, é um ponto de partida indispensável no caminho rumo ao equilíbrio nas contas públicas.
Na opinião de Edmar Bacha, a longa duração da PEC teria um grande efeito sobre as expectativas futuras sobre o país, gerando resultados positivos em curto prazo. “O que a PEC faz é criar expectativas favoráveis sobre o reequilíbrio das contas públicas. Esse movimento vai influenciar muito na decisão de queda das taxas de juros no Brasil", afirmou Bacha.
Em matéria feita pelo G1, a maioria dos analistas consultados sobre o tema concordaram que a rejeição da proposta pioraria o cenário econômico.

### Opiniões contrárias
Críticos afirmaram que a medida seria uma ameaça ao Plano Nacional de Educação. Pesquisadores da Fiocruz afirmaram que até 2036 a saúde irá perder de 400 bilhões de reais a mais de 430 bilhões e estes pesquisadores afirmaram que se o PT tivesse conseguido aprovar um congelamento de gastos desta natureza em 2003, a saúde teria perdido cerca de 135 bilhões de reais. A PEC iria sobrecarregar a justiça e sobrecarregar os serviços públicos em Estados e Municípios e o governo Temer já pensa em aprovar outra lei que impeça processos contra o sucateamento da saúde. Uma pesquisa da Consultoria de Orçamento e Fiscalização Financeira afirmou que a educação perderia 24 bilhões de reais por ano com a medida.
Em um ato contestado pelos opositores a PEC, o presidente Michel Temer preparou um jantar onde se gastou entre 50,9 mil e 56,6 mil reais para convidar pessoas do STF, da câmara dos deputados e do senado para diminuir a resistência a medida e afirmou que nenhum movimento social poderia participar desse debate.
Em 7 de outubro de 2016, a Procuradoria-Geral da República emitiu um parecer afirmando que a PEC 241 seria inconstitucional por afrontar a independência dos três poderes.
Em outubro de 2016, economistas publicaram um estudo denominado "Austeridade e Retrocesso", no qual criticaram a PEC 241.
Em 9 de dezembro de 2016, Philip Alson, Relator do Conselho de Direitos Humanos da Organização das Nações Unidas (ONU), declarou que a PEC do Teto, teria um impacto severo sobre os mais pobres e recomendou um "debate público apropriado" sobre a Proposta.
Em 2016, o médico e cientista Drauzio Varella se manifestou contra a aprovação da medida afirmando que a medida vai acabar com o SUS. A Sociedade Brasileira de Economia Política afirmou em nota que a PEC vai piorar a situação econômica do país, ampliando a desigualdade de acesso de oportunidades a população mais pobre. O reitor da UFRJ também questionou o suporte jurídico da PEC, afirmando que é uma violação à constituição.
Segundo o economista Paulo Kliass, o corte vai favorecer o setor privado que vai controlar quem terá acesso aos serviços básicos.
O Conselho Federal de Economia (Cofecon) lançou uma nota criticando a PEC em outubro. Segundo o Conselho, da forma como foi discutida, o ajuste recai sobre as camadas mais carentes da sociedade. A nota apontou ainda que os investimentos públicos eram irrisórios, inferiores a 1% do PIB, e lembrou das altas despesas com juros da dívida pública, que correspondiam por cerca de 9% do PIB ao ano.
Para Mauro Benevides Filho, a medida não impôs um controle efetivo nas despesas, uma vez que os gastos com pessoal e Previdência continuaram crescendo, resultando em cortes no investimento público.
Dentre os críticos da proposta, merecem destaque os economistas Luiz Carlos Bresser Pereira, Luiz Gonzaga Belluzzo, Maria da Conceição Tavares e Leda Maria Paulani.
O Dieese lançou uma nota técnica com criticas à proposta. Segundo a nota, a população seria afetada por uma provável redução nos serviços públicos nas áreas de saúde e educação.
No Senado Federal tramita a Proposta de Emenda à Constituição n° 54 de 2019 para revogar a EC n° 95. O Projeto teve origem popular, a partir de uma sugestão cadastrada por uma cidadã do Distrito Federal no Portal e-Cidadania.
A FIOCRUZ afirmou que a expansão populacional e a necessidade de reposição de equipamentos da saúde pública vai fazer que a população se volte para o setor privado. A Associação Brasileira de Economia da Saúde lançou uma nota com outros profissionais da área e instituições condenando a PEC e o Conselho Nacional de Saúde lançou uma nota similar. A autora da pesquisa sobre a PEC renunciou ao cargo do IPEA por pressão da organização mediante às criticas ao projeto de lei em uma pesquisa patrocinada pela própria instituição.
Para o ex-ministro da Fazenda Nelson Barbosa, "o teto Temer foi mal desenhado para cumprir seus próprios objetivos." Segundo ele, os gatilhos (mecanismos que vedam a criação de despesas obrigatórias em caso de descumprimento do teto) dificilmente são acionados, devido a um "defeito de fabricação" na PEC, e, mesmo que, na prática, a maioria destes gatilhos já estejam em vigor, têm pouco efeito na redução da despesa em situações de crise fiscal.

#### Protestos contra a PEC

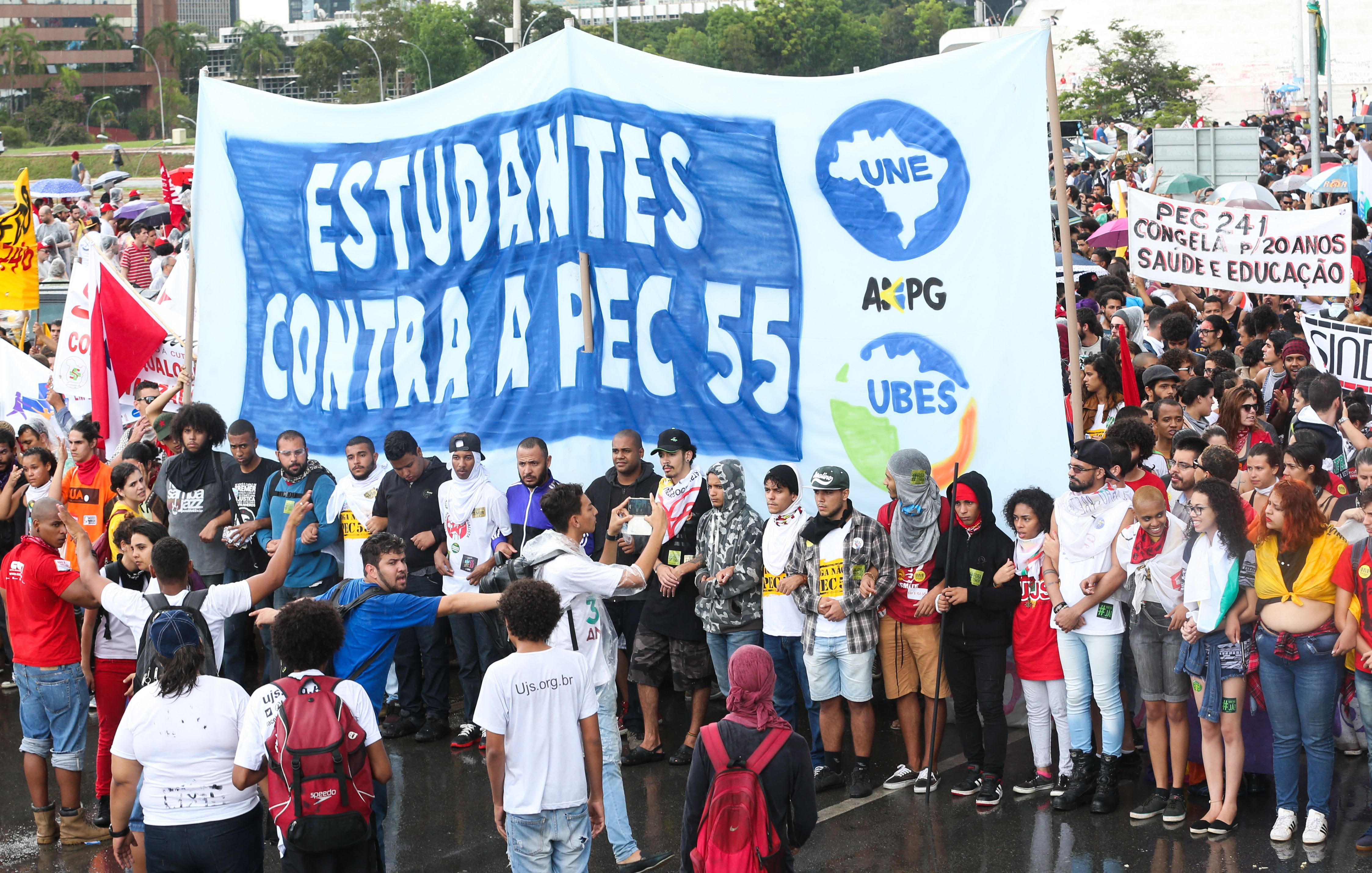
Estudantes e movimentos estudantis protestando contra a PEC em Brasília, em novembro de 2016.

A primeira instituição de ensino a ser ocupada foi a IFRN em outubro, se alastrando pela maioria dos CEFET do país e outras instituições secundaristas de ensino, dentre as localidades estão Minas Gerais, Paraná, São Paulo onde reuniu pelo menos 10 mil pessoas, Rio Grande do Norte, Goiás, Rio de Janeiro, Ceará, Rio Grande do Sul, Mato Grosso, Espírito Santo e Bahia., 5 mil pessoas manifestaram contra a PEC em Curitiba em outubro, dentre eles estudantes secundaristas. Inicialmente os protestos eram contra o projeto Escola sem Partido, o governo Temer, o governo Alckmin e o governo Dilma mas começaram a ganhar corpo.
No Ceará, o movimento teve apoio da ADUFC, Sindicato dos Servidores do IFCE, Sindicato dos Docentes da Uece, Sindicato dos Docentes da Unilab, o Sindicato dos Trabalhadores da UFC, o Coletivo Graúna (de professores da UFC) dentre outras organizações menores. Como resultado dos protestos, mais de mil escolas e quase 171 universidades foram ocupadas ao redor do país até finais de outubro em 21 estados do país, em novembro chegou a 172 universidades ocupadas e a CNBB lançou em outubro de 2016 uma nota afirmando que a PEC era injusta e seletiva. Em novembro começou a greve auto-convocada na UFSM, na UFMG, dentre outras. Houve manifestações também em Brasília durante a votação da PEC Em dezembro do mesmo ano foi ocupada a Universidade Federal do Oeste do Pará, executada principalmente por estudantes indígenas e quilombolas. Como resultado dos protestos, mais de mil escolas e quase 171 universidades foram ocupadas ao redor do país até finais de outubro de 2016 em 21 estados do país. Em dezembro do mesmo ano ocorreu a ocupação da Universidade Federal do Oeste do Pará, executada principalmente por estudantes indígenas e quilombolas.